# Патахевахета (підрозділ окружного секретаріату)
Підрозділ окружного секретаріату Патахевахета — підрозділ окружного секретаріату округу Канді, Центральна провінція, Шрі-Ланка. Складається з 73 Грама Ніладхарі.